# Asterodiscocyclina
Asterodiscocyclina es un género de foraminífero bentónico de la familia Discocyclinidae, de la superfamilia Nummulitoidea, del suborden Rotaliina y del orden Rotaliida. Su especie tipo es Orthophragmina (Asterodiscocyclina) stewarti. Su rango cronoestratigráfico abarca el Luteciense (Eoceno medio).

## Discusión
Asterodiscocyclina fue propuesto como un subgénero de Orthophragmina, es decir, Orthophragmina (Asterodiscocyclina).

## Clasificación
Asterodiscocyclina incluye a la siguiente especie:
- Asterodiscocyclina stewarti